# Microscleroderma lamina
Microscleroderma lamina är en svampdjursart som beskrevs av Perez, Vacelet, Bitar och Zibrowius 2004. Microscleroderma lamina ingår i släktet Microscleroderma och familjen Scleritodermidae. Inga underarter finns listade i Catalogue of Life.